# Guadalupe Victoria
Guadalupe Victoria (Villa de Tamazula, Durango, 29 de setembre, 1786 - Tenancingo, estat de Mèxic, 21 de març, 1843), fou part de l'equip del govern provisional després de la caiguda del Primer Imperi Mexicà. Es va consolidar com una important figura a la fase de resistència de la Guerra d'Independència de Mèxic. Es reconeix com a primer president de Mèxic; abans havia estat diputat per Durango i membre del Suprem Poder Executiu.
En promulgar-se la Constitució Federal dels Estats Units Mexicans, que creà la federació mexicana com a república democràtica, fou elegit com el primer president de Mèxic, del 10 d'octubre, 1824 a l'31 de març, 1829. El vicepresident era Nicolás Bravo. Guadalupe Victoria era el seu pseudònim; el seu nom veritable era José Miguel Ramón Adaucto Fernández y Félix. Es canvià el nom en honor de la verge de Guadalupe i als insurgents mexicans, en travessar el riu Jalatalco i prendre la plaça de l'Església de Guadalupe a la ciutat d'Oaxaca.
Durant el seu període com a president va establir relacions diplomàtiques amb el Regne Unit, els Estats Units, la República Federal de Centre Amèrica i la Gran Colòmbia. Tanmateix, durant la seva gestió va ser derrotat l'últim bastió espanyol al castell de San Juan de Ulúa. Va abolir l'esclavatge, va fundar el Museu Nacional, va promoure l'educació, decretà la llei d'expulsió dels espanyols i va ratificar la frontera amb els Estats Units d'Amèrica. Victoria va ser l'únic president que va completar el seu període constitucional en els primers trenta-cinc anys de Mèxic com a nació independent.
Després del seu període presidencial es va retirar de la vida pública durant uns quants anys. Encara que en els últims anys de vida va tenir alguns càrrecs públics diplomàtics, militars i polítics, entre ells governador de Puebla, al qual va haver de renunciar per problemes de salut. Va morir el 1843 als cinquanta-sis anys d'epilèpsia a la fortalesa de Perote, mentre rebia tractament mèdic.
El 8 d'abril del mateix any, es va decretar que el seu nom fos escrit en lletres d'or al Mur d'Honor de la Cambra de Diputats de Mèxic, llavors situada al saló parlamentari de Palau Nacional Les seves restes es troben al Monument a la Independència, juntament amb els de Miguel Hidalgo, José María Morelos, Vicente Guerrero, Nicolás Bravo, entre altres personalitats. És considerat Benemèrit de la Pàtria.